# Max Schreck
Maximilian (Max) Schreck (Berlijn, 11 juni of 6 september 1879 - München, 19 februari of 26 november 1936) was een Duits acteur. Hij is vooral bekend om zijn vertolking van Graaf Orlok/Dracula rol in de film Nosferatu uit 1922.

## Biografie
Er is enige verwarring over Schrecks werkelijke geboortedatum en datum van overlijden. Volgens sommige bronnen is zijn geboortedatum 6 september 1879, terwijl anderen beweren dat het 11 juni van datzelfde jaar is.
Schreck kreeg zijn opleiding aan het Staatstheater in Berlijn. Hij maakte zijn debuut in Meseritz en Speyer, en toerde gedurende twee jaar in de theaters in Zittau, Erfurt, Bremen, Luzern, Gera, en Frankfurt am Main. Schreck diende tijdens de Eerste Wereldoorlog van 1915 tot 1918.  
In 1922 werd hij ingehuurd door Prana Film voor hun eerste en enige productie, Nosferatu, eine Symphonie des Grauens, een variant op Dracula. Wegens een conflict met de erven Stoker werd de vampier in deze film omgedoopt tot Graaf Orlok.

## Filmografie

### Artiest
- 1917: Teufelsmädel
- 1920: Tanz in den Tod
- 1920: Der Richter von Zalamea
- 1920: Der unheimliche Chinese
- 1921: Der Verfluchte
- 1921: Am Narrenseil
- 1921: Der zeugende Tod
- 1921: Der Roman der Christine von Herre
- 1921: Pique Ass
- 1921: Der Favorit der Königin
- 1922: Nosferatu – Eine Symphonie des Grauens
- 1922: Nathan der Weise
- 1922: Mysterien eines Frisiersalons
- 1923: Die Straße
- 1923: Der Kaufmann von Venedig
- 1924: Dudu, ein Menschenschicksal
- 1924: Die Finanzen des Großherzogs
- 1925: Krieg im Frieden
- 1925: Die gefundene Braut
- 1926: Der rosa Diamant
- 1927: Der Sohn der Hagar
- 1927: Am Rande der Welt
- 1927: Ramper, der Tiermensch
- 1927: Die pikanten Histörchen der seligen Excellenz
- 1927: Doña Juana
- 1928: Wolga-Wolga – Die Ballade von Stenka Rasin
- 1928: Der alte Fritz 2. Ausklang
- 1928: Luther – Ein Film der deutschen Reformation
- 1928: Scampolo, das Mädchen der Straße
- 1928: Rasputins Liebesabenteuer
- 1928: Die Republik der Backfische
- 1928: Ritter der Nacht
- 1928: Moderne Piraten
- 1928: Serenissimus und die letzte Jungfrau
- 1929: Der Kampf der Tertia
- 1929: Ludwig der Zweite, König von Bayern
- 1930: Boykott (Primanerehre)
- 1930: Das Land des Lächelns
- 1930: Im Banne der Berge
- 1931: Die Koffer des Herrn O.F.
- 1932: Die verkaufte Braut
- 1932: Ein Mann mit Herz
- 1932: Fürst Seppl
- 1932: Muß man sich gleich scheiden lassen?
- 1932: Nacht der Versuchung
- 1932: Peter Voß, der Millionendieb
- 1933: Eine Frau wie du
- 1933: Fräulein Hoffmanns Erzählungen
- 1933: Roman einer Nacht
- 1933: Der Tunnel
- 1934: Das Stahltier
- 1934: Das verliebte Hotel
- 1934: Klein Dorrit
- 1934: Peer Gynt
- 1935: Der Schlafwagenkontrolleur
- 1935: Knock out
- 1936: Donogoo Tonka
- 1936: Die letzten Vier von Santa Cruz
- 2002: SpongeBob Schwammkopf (alleen archiefmateriaal als Nosferatu)

Synchroonspreker
- 1930: Die zwölfte Stunde – Eine Nacht des Grauens (Max Schreck)
- 1932: Vampyr – Der Traum des Allan Grey (Maurice Schutz)
- 1934: Die scharlachrote Blume (Ernest Milton)
- 1934: Der Graf von Monte Christo (O. P. Heggie)

## Verwijzingen
- Max Schreck in de IMDB.

- Biblioteca Nacional de España: XX1534364
- Bibliothèque nationale de France: cb15121209b (data)
- Catàleg d'autoritats de noms i títols de Catalunya: 981058572354306706
- CiNii: DA17342825
- Gemeinsame Normdatei: 12461874X
- International Standard Name Identifier: 0000 0000 6314 1223
- Library of Congress Control Number: no99027039
- Nationale Bibliotheek van Tsjechië: xx0187226
- Nationale Bibliotheek van Israël: 987007444310505171
- Nationale Bibliotheek van Polen: a0000003633517
- Nederlandse Thesaurus van Auteursnamen: 073613894
- SNAC: w6321vdj
- Système universitaire de documentation: 079074669
- Virtual International Authority File: 44601890
- WorldCat: E39PBJhXcQjdvKXX7dtJTK7rbd